# Montañas Churchill
Las Montañas Churchill son un grupo montañoso del Sistema Transantártico de Montañas, ubicado en la región de la Dependencia Ross de la Antártida. Limitan en el lado occidental de la plataforma de hielo de Ross, entre el glaciar Byrd y el glaciar Nimrod.
Varias de las cumbres más altas de la cordillera, incluidos los montes Egerton, Field, Nares, Wharton y Albert Markham, fueron vistas por primera vez y nombradas por la Expedición Discovery de 1901–1904 (también conocida como Expedición Antártica Nacional Británica), bajo la dirección de Robert Falcon Scott.
Las montañas fueron cartografiadas en detalle por el USGS a partir de encuestas de Tellurometer durante 1960–61, y por fotografías aéreas de la Armada de los Estados Unidos en 1960.
Fueron nombrados por la US-ACAN por Sir Winston Churchill.

## Montañas y picos
| Montaña               | Metros | Pies   | Coordenadas      |
| --------------------- | ------ | ------ | ---------------- |
| Monte Alberto Markham | 3,205  | 10,515 | 81°23′S 158°14′E |
| Monte Field           | 3,010  | 9,875  | 80°53′S 158°02′E |
| Monte Nares           | 3,000  | 9,843  | 81°27′S 158°10′E |
|                       |        |        |                  |